# Katolička Crkva u Bahreinu
Katolička Crkva u Bahreinu je dio svjetske Katoličke Crkve, pod duhovnim vodstvom pape i rimske kurije. Bahrein je uspostavio diplomatske odnose s Vatikanom 1999.

## Povijest
Prva katolička crkva u Perzijskom zaljevu u moderno vrijeme izgrađena je 1939., na zemljištu koje je darovao bahreinski emir. Crkva Svetog srca obslužuje oko 140 tisuća katolika.
U kolovozu 2012. Vatikan je osnovao Apostolski vikarijat sjeverne Arabije sa sjedištem u Bahreinu.
Najprostranija katolička crkva u Perzijskom zaljevu je izgrađena u Awali, južno od glavnog grada Maname.
Zemljište za crkvu je darovao kralj Hamad ibn Isa al-Kalifa na zahtjev pape Benedikta XVI. u prosincu 2008., veličine 9000 m2. Crkva će biti sjedište Apostolskog vikarijata sjeverne Arabije i bit će pristupačna i drugim kršćanskim denominacijama. Prosvjedi različitih islamističkih skupina održani su prigodom donacije. Iako u Bahreinu postoji i domorodačka kršćnska populacija, većina katolika u Bahreinu su radnici iz Indije, Filipina, Šri Lanke, Libanona i iz Zapadnih zemalja. 
Veliki broj posjetitelja crkve dolazi preko granice iz Saudijska Arabija, u kojoj nema crkava i gdje su kršćanska bogoslužja zabranjena. U Bahreinu su se do posvete katedrale nalazile dvije crkve: Crkva Svetog srca u Manami i crkva Pohođenja Blažene Djevice Marije u Awali.
U Awaliju je 10. prosinca 2021. pročelnik Kongregacije za nauk vjere Luis Antonio Tagle posvetio Katedralu Naše Gospe od Arabije, u suslavlju s apostolskim administratorom Sjeverne Arabije Paulom Hinderom i apostolskim nuncijem za Bahrein, Kuvajt i Katar te apostolskim delegatom za Saudijsku Arabiju Eugene Martin Nugent.